# 禰寝清雄
禰寝 清雄（ねじめ きよかつ）は、江戸時代前期の薩摩藩士。通称は七郎、八郎右衛門、孫左衛門、丹波。吉利郷私領主の禰寝家当主。

## 生涯
正保3年（1646年）7月23日、禰寝重永の長男として鹿児島にて誕生。母は北郷忠致の娘。幼名を安千代。
明暦2年（1656年）、薩摩藩2代藩主・島津光久が加冠役となって元服する。寛文7年（1667年）、光久の命で禰寝家を相続する。寛文8年（1668年）に四番組頭、番頭役を務める。延宝元年（1673年）、3代藩主・島津綱貴帰国許可の答礼使として江戸に下り、江戸城で4代将軍・徳川家綱に拝謁する。延宝3年（1675年）、番頭役として江戸に勤務する。延宝9年（1681年）、綱貴より大隅国の農政を司るよう命を受ける。元禄元年（1688年）、綱貴の命で御詰職となる。
元禄5年（1693年）、綱貴の命で執事職となり、職禄2000石を賜る。元禄6年（1694年）、綱貴の供をして江戸に出府し、江戸城で5代将軍・徳川綱吉に拝謁する。同年、大日本史編纂事業を進める前水戸藩主・徳川光圀の希望により、禰寝家の系図や文献を閲覧させた。元禄9年（1697年）、長年の精勤を賞され、職禄1500石を賜る。元禄10年（1698年）、上野寛永寺本堂手伝普請の総奉行を務める。
元禄12年（1699年）1月27日、江戸藩邸で死去。享年54。家督は綱貴の五男徳慈丸（清純）が養子となって相続した。
家老としては殖産興業に力を入れ、藩財政を立て直すべく、櫨の栽培を領民に強制し、利益を上げた（櫨は蝋などの原料となった）。清雄は財政が改善したら、栽培強制は廃止すべきであるとしていたが、この制度は明治維新まで続き、薩摩藩の財源になった。しかし維新を迎えると、櫨の多くは強制を恨んだ領民によって切り倒されてしまったという。

## 系譜
- 父：禰寝重永（1622-1688）
- 母：北郷忠致娘
- 室：不詳
  - 長女：亀千代（1667-1742） - 島津久明室
  - 女子：禰寝清純正室
- 養子
  - 男子：愛寿丸 - 島津綱貴の男子
  - 男子：禰寝清純（1696-1724） - 島津綱貴の五男